# Månskratt
Månskratt är ett musikalbum med Groupa och Lena Willemark, utgivet 1990 av Amigo. 1991 blev albumet tilldelad svensk grammis.

## Låtlista
Alla låtar är skrivna av Mats Edén om inget annat anges.
1. "Krafthalling" (Text: Katarina Karlsson; musik: Mats Edén) – 3:33
2. "Klappvalsen" – 4:10
3. "Gobelängdrömmar" – 4:56
4. 1. "Sion klagar" (Trad. efter Finn Karin, Mora; arr. Lena Willemark) – 1:38
  2. "Edh Ir Kusulit" (Lena Willemark) – 1:10
  3. "Stormens tallar" (Lena Willemark) – 4:32
5. "Jojkpolska" – 3:05
6. "Vallevan" (Trad. melodi från Närke; arr. Groupa) – 5:44
7. "Krokodiltårar" – 5:13
8. "ModusMats" – 4:28
9. "Skymning" (Gustav Hylén) – 3:45

Total tid: 40:14

## Medverkande
- Mats Edén — fioler, treradigt dragspel
- Gustav Hylén — kornett, slagverk, mandolin
- Hållbus Totte Mattsson — låtluta, 6- och 12-strängad gitarr
- Bill McChesney — blockflöjt, basklarinett
- Jonas Simonsson — altflöjt, bassaxofon
- Lena Willemark — sång
- Tina Johansson — slagverk
- Rikard Åström — synthesizer, hammondorgel, trumprogrammering